# غريغ كوبر
غريغ كوبر (بالإنجليزية: Greg Cooper)‏ هو لاعب اتحاد الرغبي نيوزلندي، ولد في 10 يونيو 1965 في غيسبورن ‏ في نيوزيلندا.

## وصلات خارجية
- غريغ كوبر عل موقع إسبنسكروم (الإنجليزية)
- غريغ كوبر على موقع ItsRugby.co.uk (الإنجليزية)